# Sonoda Yuichi
Sonoda Yuichi (苑田勇一?) (30 de marzo de 1952, Osaka, Japón) es un jugador profesional japonés de go.

## Biografía
Sonoda se profesionalizó en 1968. Alcanzó el 9 dan en 1978. Ha desafiado varias veces por los títulos más importantes de Japón pero no ha ganado ninguno.